# 6K
Le 6K est un format d’image numérique utilisé principalement dans le cinéma numérique. 6K est un moyen de mesurer la définition du film. Le 6K contient 6 144x3240 pixels (format DCI) ou 5 760x3240 pixels (format UHDTV).
Star Wars Rogue One devrait contenir des scènes tournées en 6,5K, soit 6560x3102 pixels, avec une caméra ARRI Alexa 65 mm (rapport d'image 2,11).
Le Mac Pro XDR utilise quant à lui une définition de 6016x3384 pixels.